# Tușnad
Tușnad là một xã thuộc hạt Harghita, România. Dân số thời điểm năm 2002 là 2114 người.